# X
 X er også navnet på den sociale medie-platform, der på nuværende tidspunkt er i gang med at udfase navnet Twitter Twitter. For alternative betydninger, se X (flertydig). (Se også artikler, som begynder med X)
X, x er det 24. bogstav i det danske alfabet (det 23. i det latinske alfabet). Romerne lånte Χ (chi) fra grækerne og brugte det som tegn for lydforbindelsen ks, hvilken værdi det havde hos grækerne i Syditalien, medens de østlig boende grækere (ionerne m.fl.) brugte X som tegn for kh og betegnede ks ved bogstavet Ξ (ksi). Blandt de moderne europæiske folk, som bruger det latinske alfabet, har mange (tyskere, hollændere, italienere, polakker og tjekker) enten helt opgivet brugen af x som lydtegn eller indskrænket dets brug til fremmedord; også i dansk bruges x kun lidet: efter den nu autoriserede retskrivning kun i nogle fremmedord, men ombyttes ellers med ks. På spansk brugte man x ("equis") tidligere med lydværdien x på steder, hvor nu skrives j, eksempelvis Don Quixote, nu Don Quijote. I de sprog, som vedvarende bruger x, er det som regel tegn for ks, sjældnere (som engelsk exact, anxiety, fransk exécuter, Xénophon) for stemt gz. Med lydværdien s bruges det i almindelig dansk, norsk og svensk Udtale som forlyd (Xenofon, xylograf), ligeledes i de spanske ord som expectación, extremidad, og i franske ord som soixante, Bruxelles; den tilsvarende stemte lyd [z] betegnes ved x i franske ord som deuxième, dix-huit. Stumt tegn er x i slutningen af franske ord som bijoux, crucifix, Bordeaux.
X benyttes i mange sammenhænge:
1. X repræsenterer tallet 10 (ti) i romertallene.
2. x betegner i matematikken en ubekendt størrelse. Alle bogstaver kan bruges, men x er mest udbredt. Brugen kan spores tilbage til det arabiske ord šay 'ting' som blev stavet med begyndelsesbogstavet x i oldspansk eller (ifølge andre kilder) en forkortelse af Latin causa, som var en oversættelse af det arabiske š. Anden forklaring: Den moderne tradition med at bruge x, y og z til at repræsentere en ubekendt blev introduceret af René Descartes i La Géométrie (1637).[1]
3. Multiplikationstegnet kryds; ×.
4. Krydsprodukttegnet kryds; ×.
5. Abscissen i et koordinatsystem.
6. Et kryds i spil, som for eksempel "kryds og bolle".
7. Bruges på engelsk som forkortelse. Eksempler: Xmas (Christmas), Xtal (Crystal), reXn (reaction) and Xing (crossing). Man kan træffe på Xiania (Kristiania, nuv. Oslo.)
8. The X Window System (Refereres uformelt som 'X') er et stykke open source software udviklet af MIT. Programmet muliggør at andre programmer kan fremvise vinduer på grafiske terminaler. Det er mest anvendt på Unix-systemer og afledte systemer af Unix, men er også tilgængeligt for andre operativsystemer.
9. VIN-kode for modelår 1999